# St. Leonhard (Gemeinde St. Jakob in Defereggen)
St. Leonhard ist eine Rotte der Fraktion Außerrotte in der Gemeinde St. Jakob in Defereggen im Defereggental (Osttirol). Die Ortschaft erhielt ihren Namen von der gleichnamigen Filialkirche St Leonhard.

## Geographie
St. Leonhard liegt auf einer kleinen Anhöhe an der schattenseitigen Talseite des Defereggentals südlich der Schwarzach. Die Siedlung befindet sich in Nachbarschaft zu Lacken im Westen und Feistritz im Osten. Erreichbar ist St. Leonhard über eine Straße, die bei Raut (Gemeinde St. Veit in Defereggen) bzw. Lacken von der Defereggentalstraße abzweigt und die Ortschaften Raut, Feistritz, St. Leonhard und Lacken miteinander verbindet.

St. Leonhard umfasst beispielsweise die Hofstellen Gous (Außerrotte 1), Unterweißen (Außerrotte 2), Oberweißen (Außerrote 3), Viktisen (Außerrotte 4), Maurer (Außerrotte 5) und Oberweißenhittl (Außerrotte 49). 
Zuletzt waren jedoch nur noch die Höfe Maurer und Gous als landwirtschaftliche Betriebe aktiv.

## Geschichte
Im Mittelalter wurde im Bereich von St. Leonhard die Schwaige St. Leonhard gegründet, die der Grundherrschaft der Herren von Hebenstreit unterstand. Die gotische Filialkirche St. Leonhard stammt aus der zweiten Hälfte des 15. Jahrhunderts. Mitte des 19. Jahrhunderts bestand St. Leonhard nur aus wenigen Bauernhöfen, die entlang der Verbindungsstraße zwischen Lacken und Raut lagen. Ein Wachstum der Ortschaft setzte erst ab den 1970er Jahren ein, nachdem in den 1960er Jahren das Skizentrum St. Jakob in Defereggen im benachbarten Lacken gegründet worden war.
1923 lebten in St. Leonhard 34 Menschen in sieben Häusern. 1951 lebten in der Rotte 36 Menschen in sieben Häusern, 1961 hatte der Ort 39 Einwohner. 1971 wurden in St. Leonhard 36 Menschen in sieben Häusern gezählt, im Jahr 1981 bestanden 14 Gebäude, 14 Hausnummern, sieben bewohnte Gebäude und 41 Einwohner.